# Svet je velik in rešitev se skriva za vogalom
Svet je velik in rešitev se skriva za vogalom (bolgarsko Светът е голям и спасение дебне отвсякъде/Svetat e goljam i spasenie debne otvsjakade) je dramski film iz leta 2008, posnet v bolgarsko-slovensko-nemško-madžarski koprodukciji. Režiral ga je Stefan Komandarev, scenarij so napisali Jurij Dačev, Stefan Komandarev in Dušan Milić po istoimenskem avtobiografskem romanu Ilije Trojanove. V glavnih vlogah nastopajo Miki Manojlović, Carlo Ljubek, Hristo Mutafčijev in Ana Papadopulu. Zgodba prikazuje izseljenca Saška (Ljubek), ki mu v prometni nesreči v Nemčiji umreta starša, sam pa utrpi amnezijo. S starim očetom Baijem Danom (Manojlović) se iz Nemčije s kolesom tandemom odpelje v rodno Bolgarijo, ob tem se postopoma spominja svoje preteklosti.
Film je bil premierno prikazan 14. marca 2008 na Mednarodnem filmskem festivalu v Sofiji. Naletel je na dobre ocene kritikov, osvojil več kot 20 nagrad na svetovnih filmskih festivalih in bil izbran za bolgarskega kandidata za oskarja za najboljši mednarodni celovečerni film, kjer je prišel v ožji izbor, ni pa bil nominiran.

## Vloge
- Miki Manojlović kot Bai Dan
- Carlo Ljubek kot Aleksander »Saško« Georgijev
- Hristo Mutafčijev kot Vasil »Vasko« Georgijev
- Ana Papadopulu kot Jana Georgijeva
- Ljudmila Češmedžijeva kot Baba Sladka
- Nikolaj Urumov kot agent
- Vasil Vasilev-Zueka kot Ivo Čikagoto
- Dorka Gryllus kot Maria
- Heinz Josef Braun kot dr. Schreiber
- Stefan Valdobrev kot Stojan